# 平武通遠門及城牆
平武通遠門及城牆位於四川省平武縣城内。1980年7月7日作為平武報恩寺的附屬項目列為四川省重新公佈的第一批文物保護單位（名單誤將其城樓名鎮羌作為城門名）。
平武城牆城高一丈八尺，周長九里三分，計一千六百七十四丈，有四道城門，東叫迎暉門，西叫通遠門，南叫清平門，北叫拱宸門。東門城樓叫迎恩樓，西門城樓叫鎮羌樓。殘留的西城門及古城牆系明宣德五年(1431年)龍州知州薛忠義奏築。下鋪石條，上用精磚築卷拱式門洞，高4.7公尺，寬4.5公尺，長14.57公尺。城門上原建有鎮羌樓，已毀。古城牆高6公尺，頂寬4～5公尺，底寬6～7公尺。東西段長780公尺，南北段長1065公尺，共1845公尺。牆身以石條座灰漿包砌，內填黃泥、石塊夯實，頂鋪青磚走道，外側築齒形箭垛。